# Гараж на Новорязанской улице
Гара́ж на Новоряза́нской у́лице — памятник архитектуры советского авангарда, построен на Новорязанской улице в Москве по проекту архитектора Константина Мельникова и инженера Владимира Шухова в 1926—1929 годах как гараж для грузовых машин. Является памятником архитектуры регионального значения. В 2017 году было принято решение о восстановлении и переустройстве здания для организации музея и культурного центра Музей Транспорта Москвы, открытие которого планируется в 2024 году.

## История

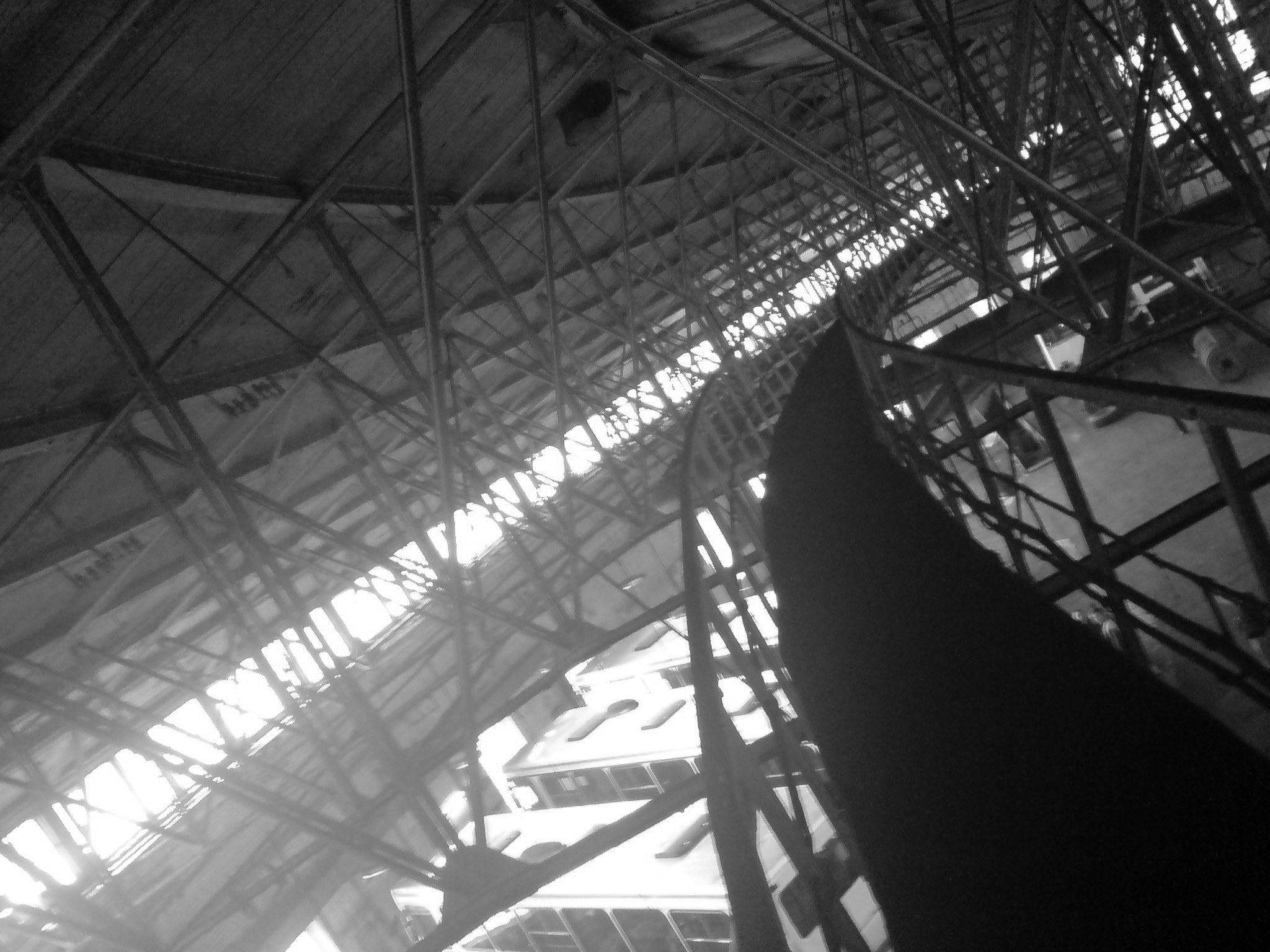
Металлические конструкции перекрытий гаража, 2009 год

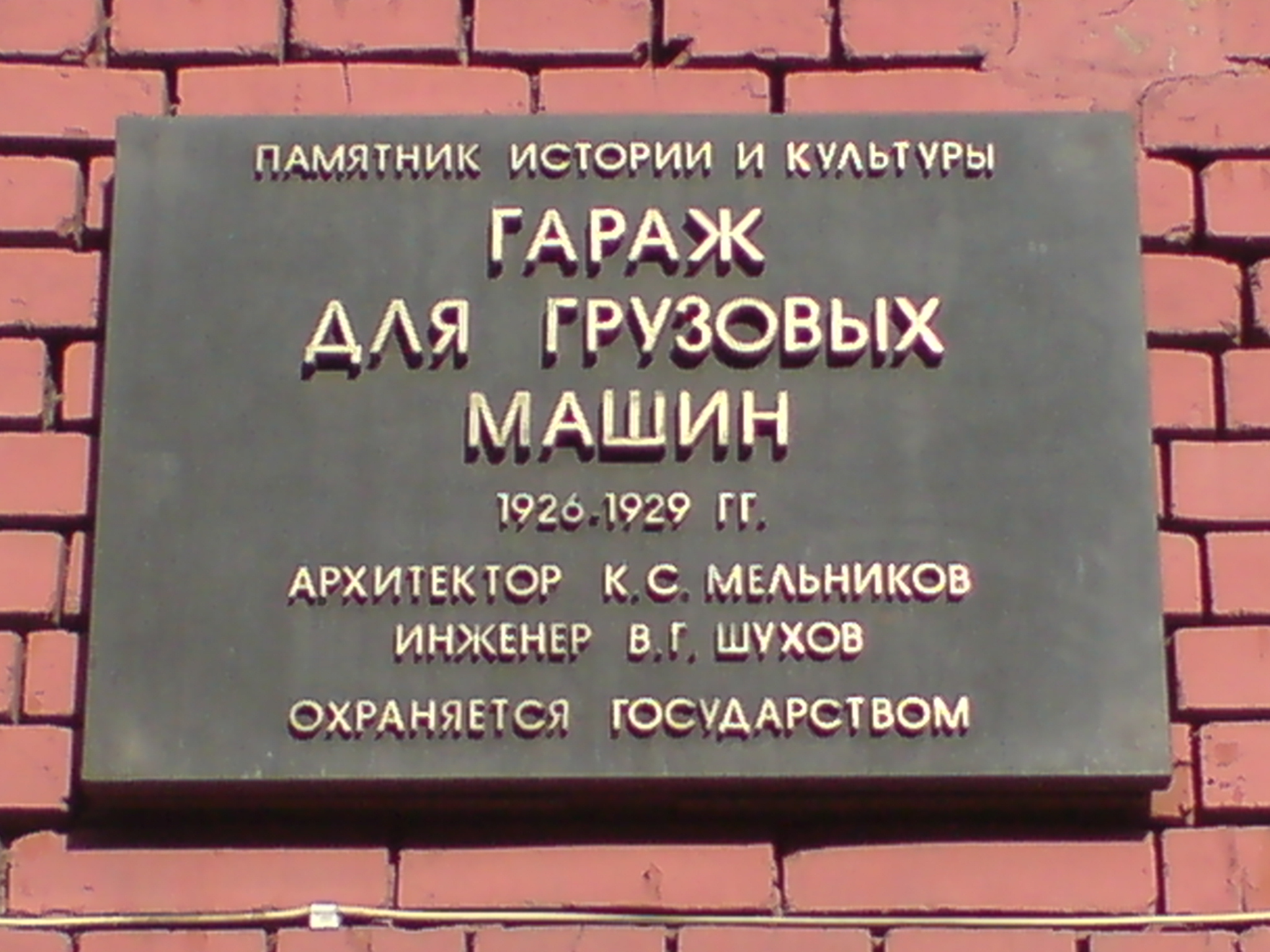
Мемориальная доска на фасаде гаража, 2008 год

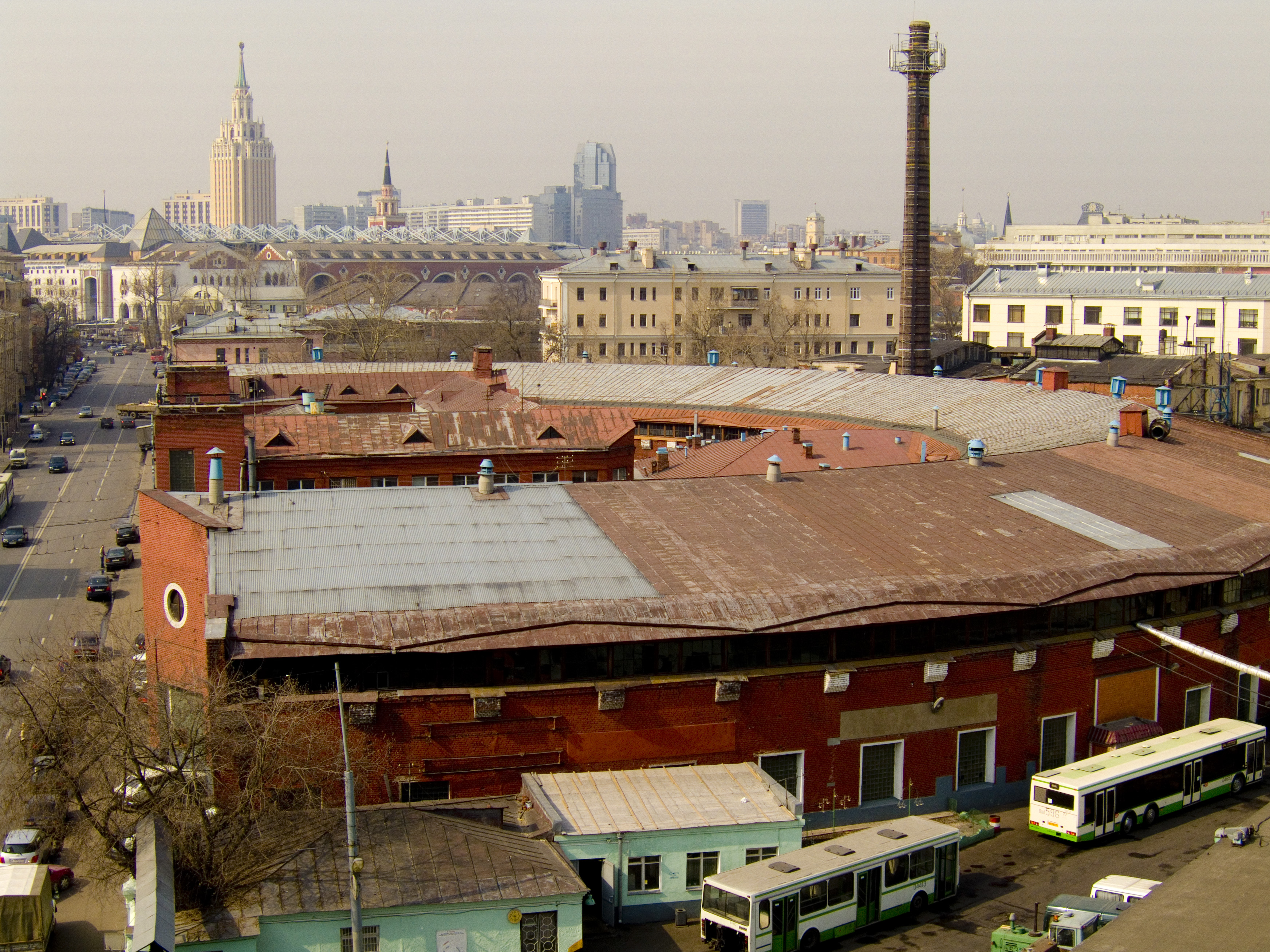
Вид сверху, 2008 год

### Предпосылки
Возникновение гаража на Новорязанской улице связано с ростом использования грузового автотранспорта в Москве в начале XX века. Первые грузовики появились на улицах города в сентябре 1907 года и предназначались для перевозки дров. В 1924—1925 годах Московское коммунальное хозяйство заказало партию немецких грузовых машин для городских нужд. К началу 1928 года их количество достигло 290 штук. Для размещения автомобилей потребовалось строительство гаража.
Работу над проектом поручили новатору, автору павильона СССР на выставке декоративного искусства в Париже 1925 года, Константину Мельникову. В это время по заказу Московского коммунального хозяйства завершалось строительство другого, Бахметьевского гаража, где Мельников применил уникальную прямоточную систему — движение автомобилей по стоянке совершалось без использования заднего хода.
В строительстве гаражей мой авторитет вырос в монопольный захват по проектированию. Я еще не успел достроить Бахметьевский манеж для автобусов и проверить действие в натуре своей системы, как Московское коммунальное хозяйство предложило мне дать мне еще проект гаража для грузовых машин.Константин Мельников

### Строительство
Для нового гаража на Новорязанской улице был отведён небольшой клиновидный участок земли. Вопреки ожиданиям Московского коммунального хозяйства, прямоточной системе расстановки Мельников предпочел более экономичную тупиковую. По причине небольшого размера участка строительства гараж был решён в форме подковы, вдоль изгиба которой расположились парковочные места для грузовиков. Такая система позволила компактно разместить максимальное количество автомобилей, а также обеспечить их беспрепятственный въезд и выезд.
Главный фасад здания, выходящий на Новорязанскую улицу, был устроен в виде нескольких кирпичных выступов килевидной формы. В торце каждого выступа располагалось по паре ворот — для разнонаправленного движения автотранспорта. По проекту Константина Мельникова автобусы попадали из гаража прямо на проезжую часть. До настоящего времени сохранилась только одна пара ворот — все остальные были заложены кирпичами. В центральной части гаража размещался административный корпус со сплошным прямоугольным остеклением на фасаде.
Работа над инженерным решением здания была поручена соавтору Константина Мельникова Владимиру Шухову, изобретателю конструкций пространственных плоских ферм. Его инженерные решения были применены при проектировании перекрытий Музея изобразительных искусств имени Пушкина, Московского главного почтамта, Бахметьевского гаража, Киевского вокзала в Москве. Для гаража на Новорязанской улице инженер разработал несущие конструкции, не требовавшие большого количества опор. Это помогло увеличить вместительность здания. Гаражный комплекс был рассчитан на 250 крупногабаритных автомобилей.
Вот это была какая-то явно очень яркая встреча, и это был удачный творческий союз, когда Шухову удалось ответить на довольно непростую задачу, которую поставил перед ним Мельников как архитектор.Историк архитектуры Александра Селиванова

### Использование
В 1948 году гараж сменил профиль — с 19 октября на его базе заработал 4-й автобусный парк. В здании разместили 115 автобусов марки ЗИЛ № 8 и № 16, которые перевели из Бахметьевского гаража. А с октября 1949 года появились первые советские автобусы послевоенного времени ЗИС-154. Между 1955 и 1957 годами парк прошел реконструкцию и приобрел новые ЗИЛ-158. К 1970 году их количество выросло до 559 штук. С 1970 года в ведение парка начали поступать автобусы ЛиАЗ-677, а с 1985 года — Икарус-280. В 1968 году парк обслуживал 23 маршрута. По данным января 2003-го — 27 маршрутов. В 2005 году мэрия Москвы приняла решение освободить гараж на Новорязанской от первоначальных функций и построить для «Мосгортранса» новые помещения на окраине города. Автобусы, обслуживающие пассажирские маршруты Москвы, оставались в гараже до 2017 года.
В 2009 году действующий автобусный гараж на Новорязанской улице был приватизирован бизнесменом Игорем Кесаевым. Его супруга Стелла Кесаева, директор Stella Art Foundation, предполагала использовать здание для организации арт-центра в рамках частно-государственного партнёрства. Вскоре Стелла Кесаева объявила о свертывании проекта. По информации «Известий», в 2014 году на здания гаража претендовал ГМИИ имени Пушкина — директор Марина Лошак искала место для постоянного хранения коллекций музея. Ещё один потенциальный резидент, Музей архитектуры имени Щусева, планировал открыть в гараже свой филиал — Центр авангарда.
После освобождения гаража Мосгортрансом здание предполагалось приспособить под супермаркет. В ходе выставки Denkmal-Россия главный архитектор проектов «Моспроекта-2» Михаил Владимирович Плеханов объявил о том, что на базе гаража на Новорязанской планируется открыть музей «Московский транспорт». В 2017 году был объявлен тендер на проект реставрации и приспособления гаража под выставочное пространство. Проект приспособления гаража под музей был выполнен проектной компанией «Мераком».
28 января 2020 года гараж, недоступный ранее для публики, впервые был открыт для нее и стал площадкой для единственного показа театрализованно-музыкальной инсталляции, ставшей не только презентацией будущего пространства Музея Московского транспорта, но и данью гениям инженерной и архитектурной мысли — создателям архитектурного шедевра. После этого здание закрылось на реставрацию.

## Охранный статус
Здание гаража на Новорязанской улице, вместе с остальными постройками Константина Мельникова в Москве, было поставлено на охрану решением Исполкома Московского городского совета народных депутатов «О мероприятиях в связи со 100-летием со дня рождения архитектора К. С. Мельникова» № 1085 от 26.06.1990. В 1997 году гараж на Новорязанской улице был признан объектом культуры, разрешенным к приватизации.
В 2004 году в Музее имени Щусева прошёл первый круглый стол по защите наследия московского авангарда. В 2013 году президент фонда «Шуховская башня» Владимир Фёдорович Шухов привлек внимание к плохому состоянию здания гаража на Новорязанской и других проектов прадеда.
В 2017 году Министерство культуры и руководство национального комитета Икомос рекомендовали гараж на Новорязанской улице для включения в список ЮНЕСКО. В перечень памятников советского авангарда, рекомендованных для постановки на охрану, также попали Дом культуры имени Зуева в Москве, ансамбль фабрики «Красное знамя» в Санкт-Петербурге и спортивный комплекс «Динамо» в Екатеринбурге.

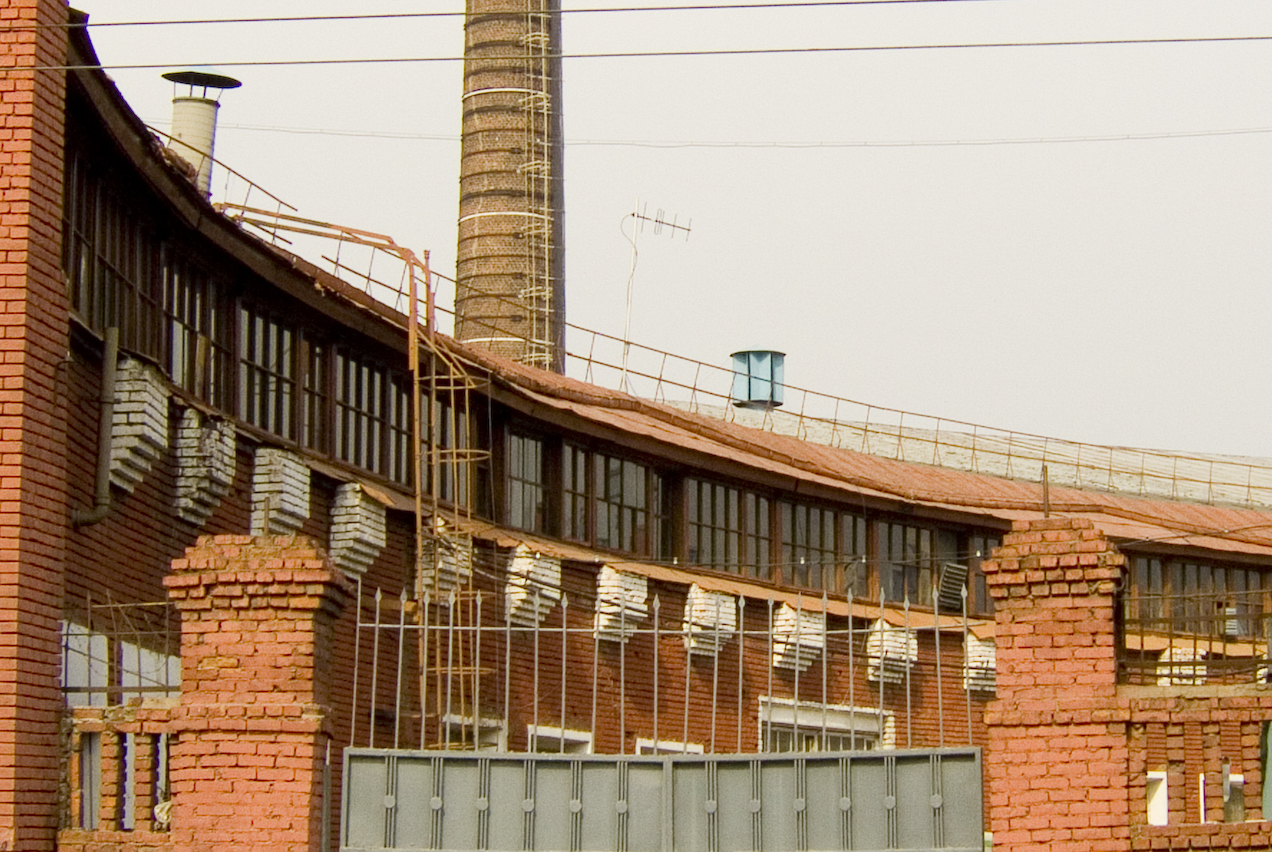
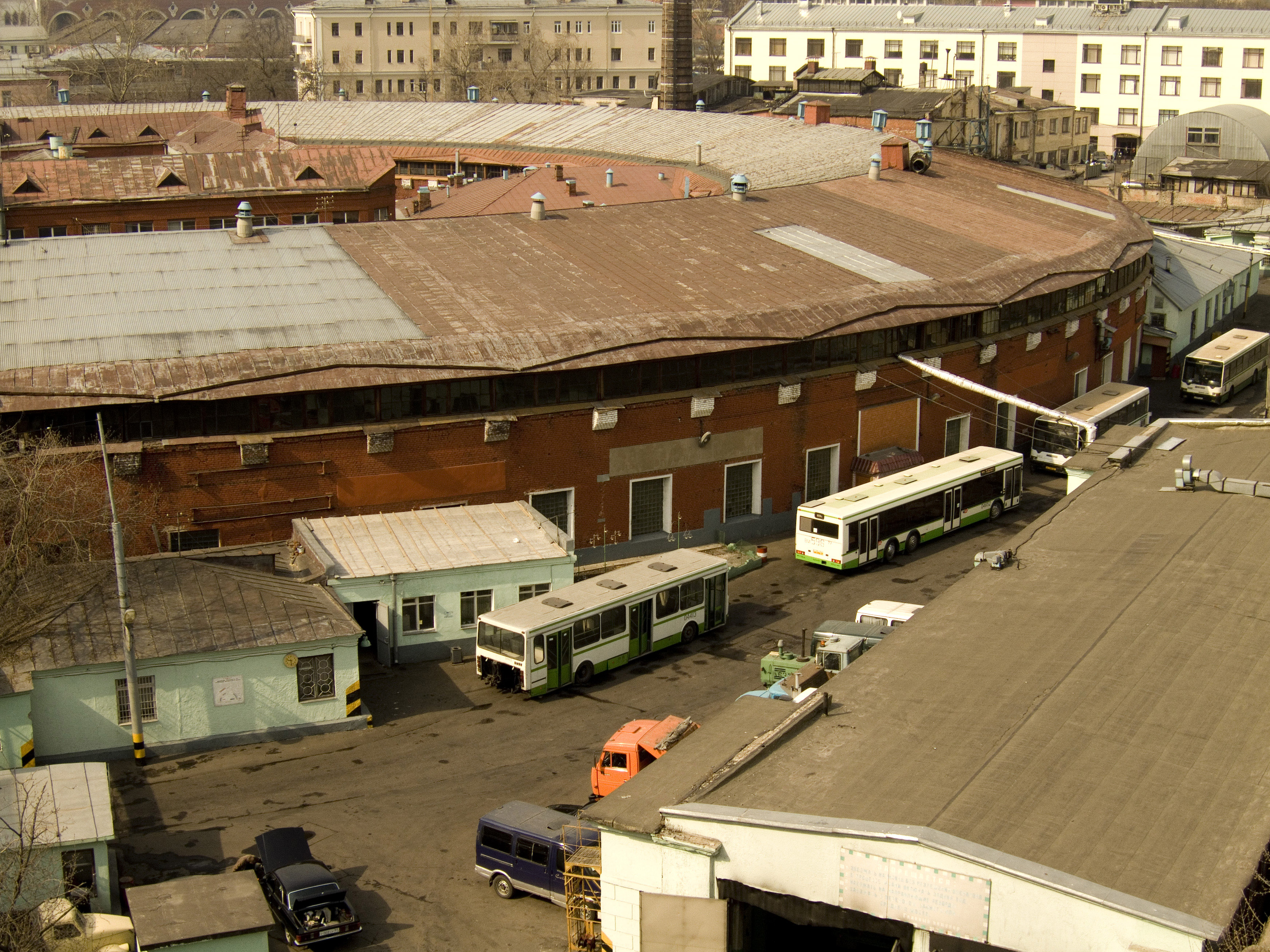
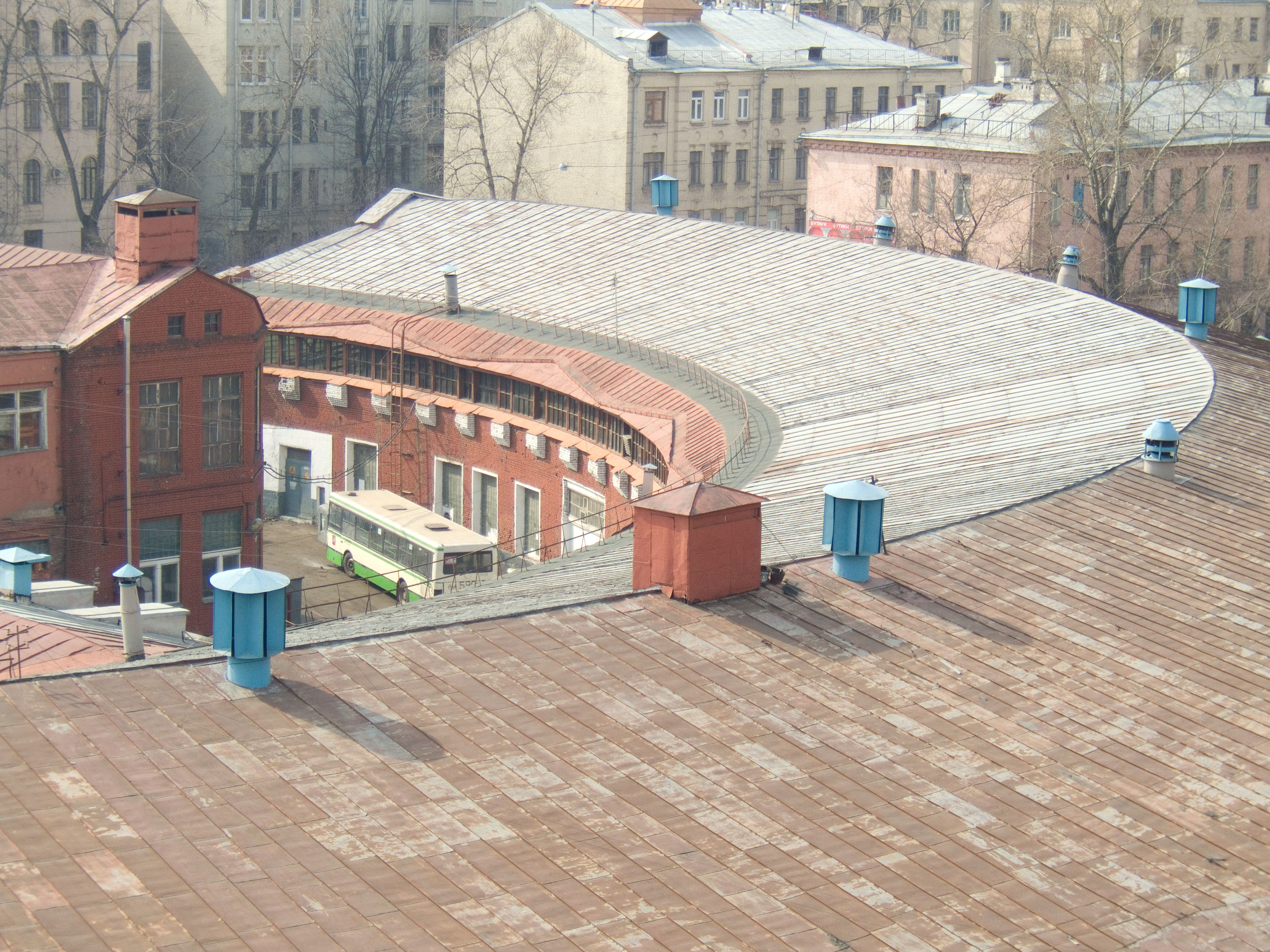
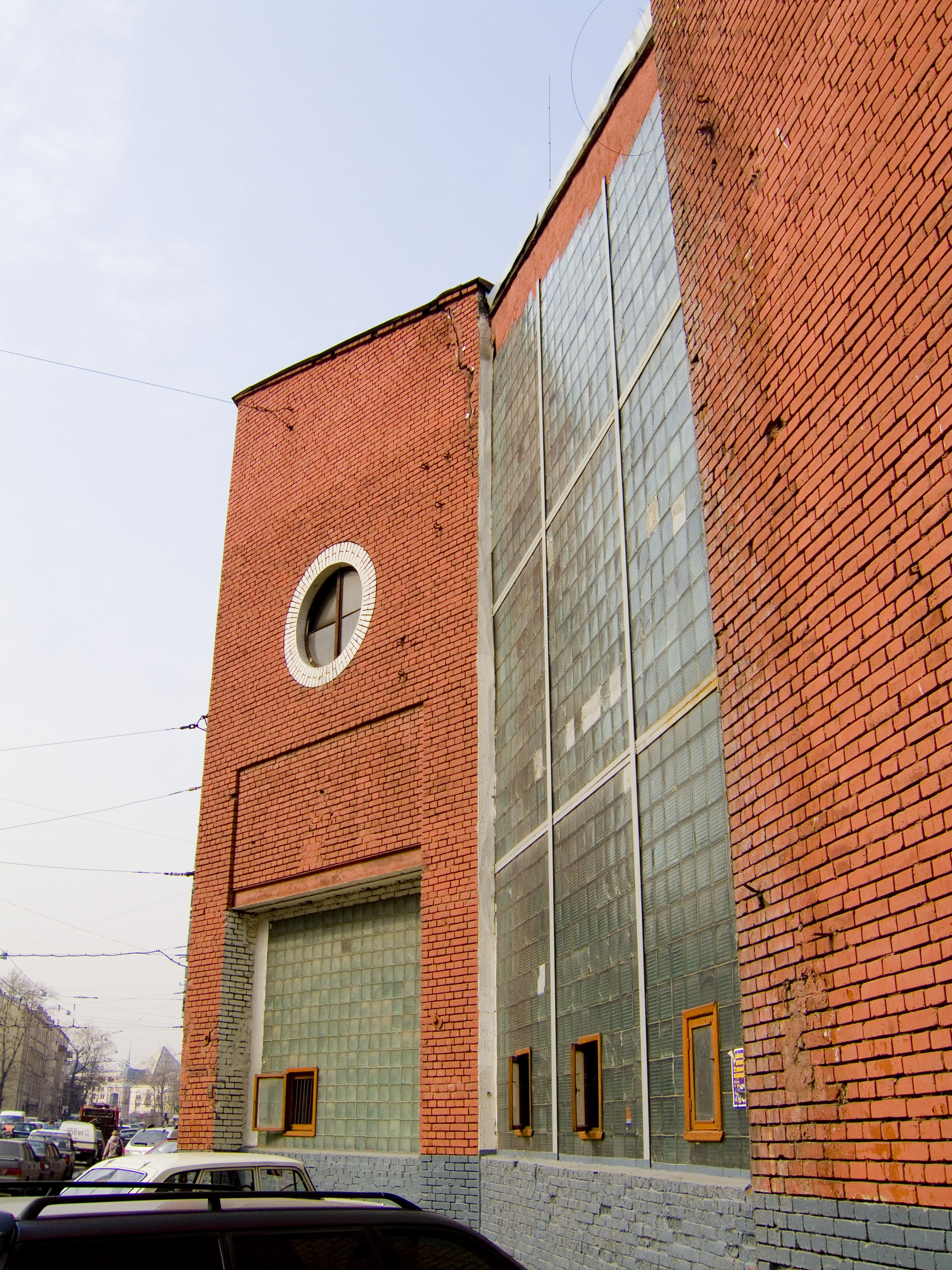
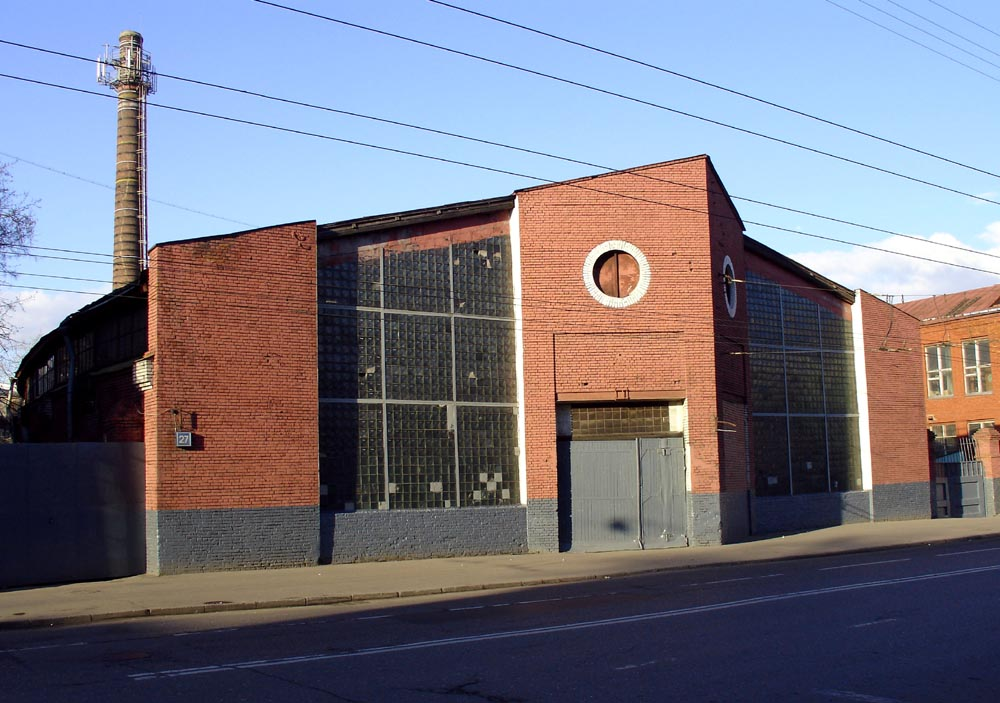
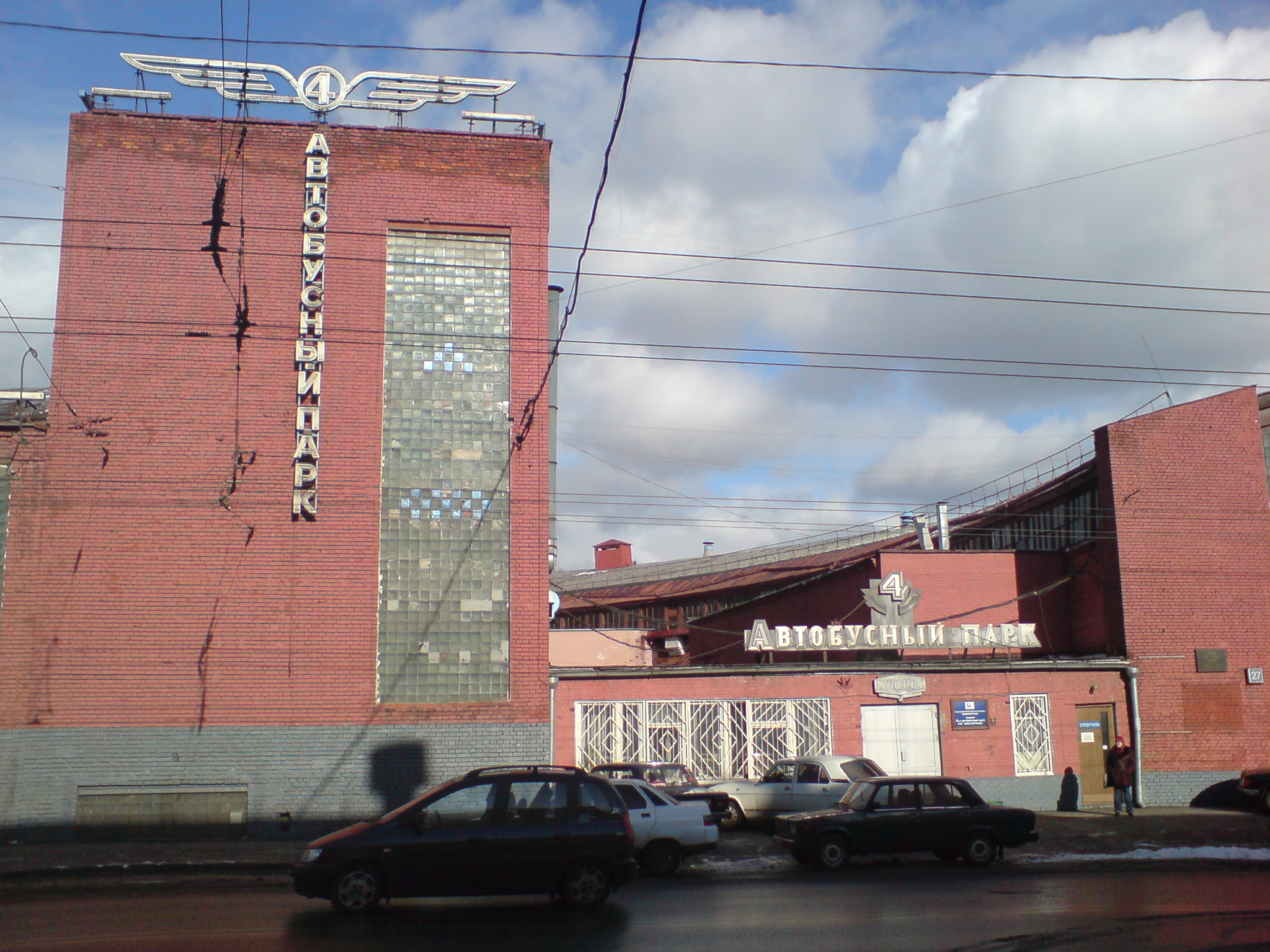
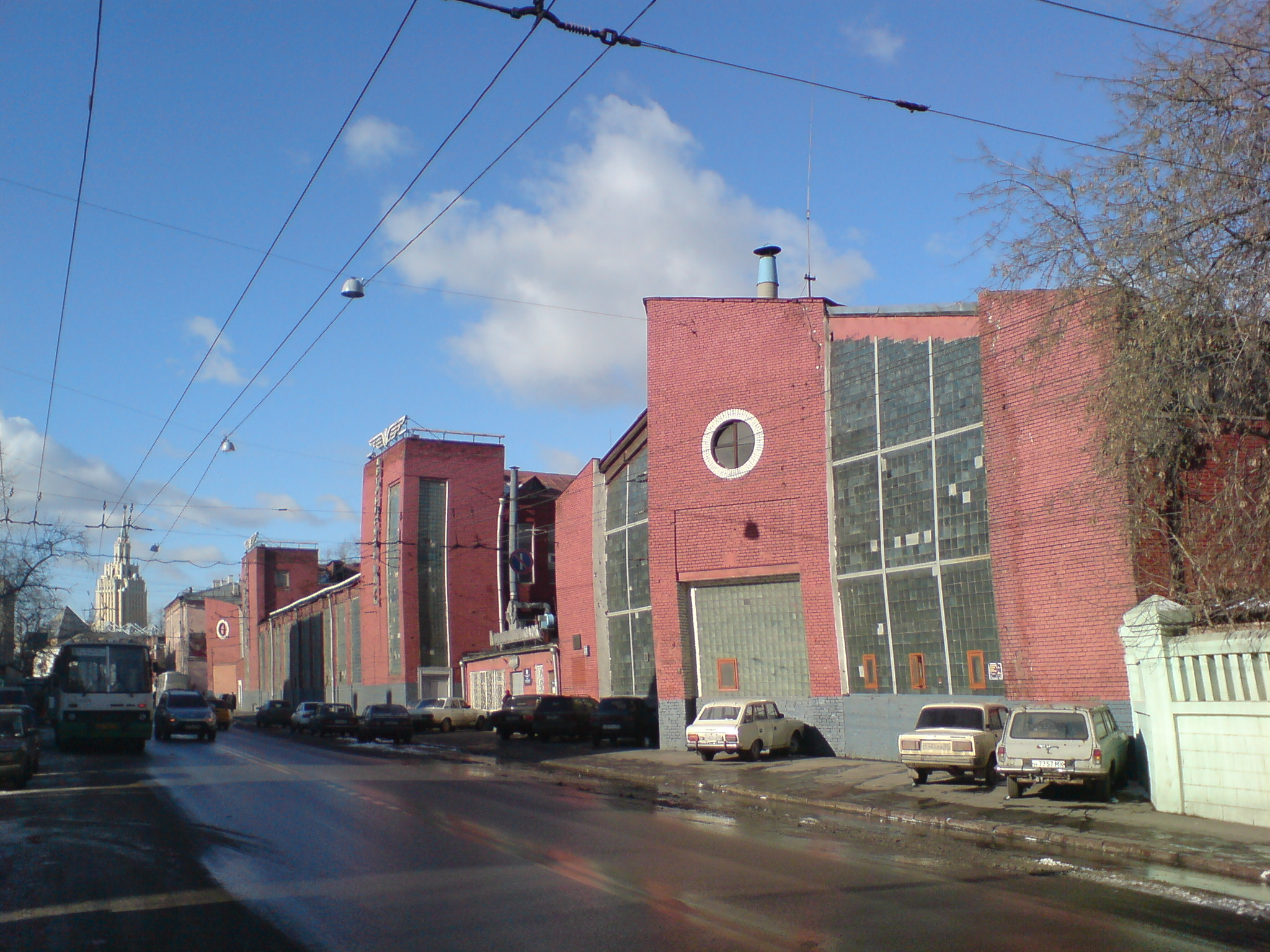

## Гараж в культуре
- Авангардное архитектурное решение гаража на Новорязанской улице и конструкции Владимира Шухова попали в серию работ фотохудожника-конструктивиста Александра Родченко[31], опубликованных во французском журнале «Живая архитектура»[фр.][32].
- 3 августа 2015 года в Музее архитектуры имени Щусева к 125-летнему юбилею Константина Мельникова была подготовлена выставка, книга и серия мероприятий[33]. Специально для этого события московский фотограф Денис Есаков отснял двенадцать построек архитектора[33].
- 2 апреля 2016 года здание гаража на Новорязанской было выставлено на Триеннале в Милане вместе с четырьмя другими памятниками советского авангарда — Домом Мельникова в Москве, Фабрикой-кухней в Самаре, Драматическим театром в Ростове-на-Дону и Белой башней в Екатеринбурге. Выставка прошла в рамках проекта музея имени Щусева «Памятникам авангарда быть!»[34][35].